# Jack Carlin
Jack Carlin (Paisley, 23 de abril de 1997) es un deportista británico que compite en ciclismo en la modalidad de pista, especialista en la prueba de velocidad por equipos.
Participó en dos Juegos Olímpicos de Verano, obteniendo cuatro medallas, dos en Tokio 2020, plata en velocidad por equipos (junto con Ryan Owens y Jason Kenny) y bronce en velocidad individual, y dos en París 2024, plata en velocidad por equipos (con Ed Lowe y Hamish Turnbull) y bronce en velocidad individual.
Ganó cinco medallas en el Campeonato Mundial de Ciclismo en Pista entre los años 2018 y 2023, y seis medallas en el Campeonato Europeo de Ciclismo en Pista entre los años 2016 y 2023.
En los Juegos Europeos de Minsk 2019 obtuvo una medalla de bronce en la prueba de velocidad por equipos.

## Medallero internacional
| Juegos Olímpicos   | Juegos Olímpicos         | Juegos Olímpicos  | Juegos Olímpicos      |
| Año                | Lugar                    | Medalla           | Competición           |
| ------------------ | ------------------------ | ----------------- | --------------------- |
| 2020               | Tokio (Japón)            | Medalla de plata  | Velocidad por equipos |
| 2020               | Tokio (Japón)            | Medalla de bronce | Velocidad individual  |
| 2024               | París (Francia)          | Medalla de plata  | Velocidad por equipos |
| 2024               | París (Francia)          | Medalla de bronce | Velocidad individual  |
| Campeonato Mundial |                          |                   |                       |
| Año                | Lugar                    | Medalla           | Competición           |
| 2018               | Apeldoorn (Países Bajos) | Medalla de plata  | Velocidad individual  |
| 2018               | Apeldoorn (Países Bajos) | Medalla de plata  | Velocidad por equipos |
| 2020               | Berlín (Alemania)        | Medalla de plata  | Velocidad por equipos |
| 2022               | Saint-Quentin (Francia)  | Medalla de bronce | Velocidad por equipos |
| 2023               | Glasgow (Reino Unido)    | Medalla de bronce | Velocidad individual  |
| Juegos Europeos    |                          |                   |                       |
| Año                | Lugar                    | Medalla           | Competición           |
| 2019               | Minsk (Bielorrusia)      | Medalla de bronce | Velocidad por equipos |
| Campeonato Europeo |                          |                   |                       |
| Año                | Lugar                    | Medalla           | Competición           |
| 2016               | Saint-Quentin (Francia)  | Medalla de plata  | Velocidad por equipos |
| 2018               | Glasgow (Reino Unido)    | Medalla de bronce | Keirin                |
| 2019               | Apeldoorn (Países Bajos) | Medalla de plata  | Velocidad por equipos |
| 2022               | Múnich (Alemania)        | Medalla de plata  | Velocidad individual  |
| 2022               | Múnich (Alemania)        | Medalla de bronce | Velocidad por equipos |
| 2023               | Grenchen (Suiza)         | Medalla de plata  | Velocidad por equipos |